# South Bend (Pennsylvania)
South Bend  è una township degli Stati Uniti d'America, nella contea di Armstrong nello Stato della Pennsylvania. Secondo il censimento del 2000 la popolazione è di 1.259 abitanti.

## Società

### Evoluzione demografica
La composizione etnica vede una prevalenza della razza bianca (99,68%) seguita da quella afroamericana (0,08%), dati del 2000.
| township di South Bend Popolazione |       |
| 2000                               | 1.259 |
| Stima al 2009                      | 1.218 |